# Discovery History
Discovery History – brytyjski kanał telewizyjny o tematyce historycznej.
Początkowo kanał nosił nazwę Discovery Civilisation i był poświęcony głównie historii oraz cywilizacjom (od starożytnych do współczesnych).
1 listopada 2007, kanał Discovery Civilisation został przebrandowany na Discovery Knowledge. Tematyką programu była historia, archeologia, technika, kryminalistyka, społeczeństwo i inne drobniejsze tematy. Oferta programowa zbiegałą się z Discovery World, choć po utworzeniu brytyjskiej wersji Investigation Discovery kryminalistyczne programy z ramówki zostały w dużym stopniu wycofane.
7 listopada 2010, Discovery Knowledge przemianowano na Discovery History. Oferta programowa kanału skoncentrowała się ściśle na historii.

## Najpopularniejsze programy
- Historia Oręża
- Tajemnicze Wyprawy
- Blitzkrieg
- Pola Bitew
- Starożytność
- Monarchie Królewskie
- Bloody Britain